# 埃克拉沃勒-吕雷
埃克拉沃勒-吕雷（法語：Esclavolles-Lurey，法語發音：[eklavɔl lyʁɛ]）是法国马恩省的一个市镇，属于埃佩尔奈区。该市镇于1880年由原市镇埃克拉沃勒（Esclavolles）和吕雷（Lurey）合并而成。

## 地理
埃克拉沃勒-吕雷（48°33'8"N, 3°39'28"E）面积9.47 平方千米，位于法国大東部大區马恩省，该省份为法国东北部内陆省份，北起阿登省，西北接埃纳省，西南接塞纳-马恩省，南至奥布省，东南接上马恩省，东临默兹省。
与埃克拉沃勒-吕雷接壤的市镇（或旧市镇、城区）包括：克朗塞、佩里尼拉罗斯、塞纳河畔孔夫朗、波唐日、维利耶欧科尔内耶。

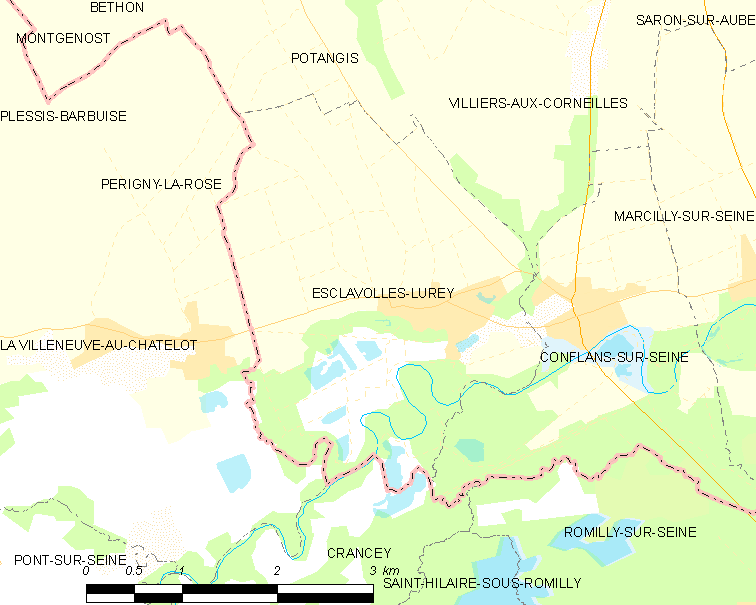
埃克拉沃勒-吕雷的OSM定位图

埃克拉沃勒-吕雷的时区为UTC+01:00、UTC+02:00（夏令时）。

## 行政
埃克拉沃勒-吕雷的邮政编码为51260，INSEE市镇编码为51234。

## 政治
埃克拉沃勒-吕雷所属的省级选区为韦尔蒂-香槟平原县。

## 人口

1962-2008年间埃克拉沃勒-吕雷人口变化图示

埃克拉沃勒-吕雷于2022年1月1日时的人口数量为644人。